# Sveriges damlandskamper i ishockey under 1980-talet
Sveriges damlandskamper i ishockey under 1980-talet

## 1987
| Datum | Spelplats |         |               | Resultat | Typ av match      |
| ----- | --------- | ------- | ------------- | -------- | ----------------- |
|       | Toronto   | Sverige | Nederländerna | 7 – 0    | Träningsturnering |
|       | Toronto   | Kanada  | Sverige       | 4 – 0    | Träningsturnering |
|       | Toronto   | Kanada  | Sverige       | 8 – 2    | Träningsturnering |
|       | Toronto   | Sverige | Japan         | 3 – 0    | Träningsturnering |
|       | Toronto   | Sverige | Schweiz       | 3 – 0    | Träningsturnering |
|       | Toronto   | USA     | Sverige       | 10 – 0   | Träningsturnering |
|       | Toronto   | USA     | Sverige       | 5 – 0    | Träningsturnering |

## 1988
- Inga landskamper

## 1989
| Datum   | Spelplats  |          |               | Resultat | Typ av match |
| ------- | ---------- | -------- | ------------- | -------- | ------------ |
| 4 april | Düsseldorf | Sverige  | Nederländerna | 12 – 0   | EM 1989      |
| 5 april | Düsseldorf | Norge    | Sverige       | 0 – 2    | EM 1989      |
| 6 april | Düsseldorf | Sverige  | Schweiz       | 10 – 3   | EM 1989      |
| 8 april | Ratingen   | Tyskland | Sverige       | 3 – 4    | EM 1989      |
| 9 april | Ratingen   | Sverige  | Finland       | 1 – 7    | EM 1989      |